# Controversias de la Copa Mundial de la FIFA 2022
La adjudicación de la Copa Mundial de Fútbol de la FIFA 2022 a Catar generó una serie de preocupaciones y controversias con respecto a la idoneidad de Catar como país anfitrión y la equidad del proceso de candidatura de la Copa del Mundo de la FIFA. Las críticas de varios medios de comunicación, expertos deportivos y grupos de derechos humanos destacaron problemas como la escasa historia futbolística de Catar, el alto costo esperado, el clima local, el soborno en el proceso de licitación y el historial de Catar de violaciones derechos humanos aunque otras partes del mundo no se centran tanto en estas preocupaciones.
La elección de albergar la Copa del Mundo en Catar ha sido fuente de una importante polémica. Las críticas se centraron en las múltiples violaciones de los derechos humanos en Catar, especialmente el trato a los trabajadores migrantes, las mujeres y la posición sobre derechos LGBT, lo que llevó a denuncias de «sportswashing». Otros han citado el calor intenso de Catar y la falta de una cultura futbolística sólida, así como la evidencia de soborno por los derechos de celebración y la corrupción extendida en la FIFA. Varios países, clubes y jugadores declararon boicots al evento, y el expresidente de la FIFA, Sepp Blatter, dijo dos veces que otorgar derechos de sede a Catar fue un «error». Las cifras de asistencia a los partidos también han sido objeto de escrutinio, ya que la asistencia de público anunciada ha superado la capacidad del estadio a pesar de que los asientos vacíos son visibles.
El actual presidente de la FIFA, Gianni Infantino, ha defendido la organización del torneo en Catar. Otros han comentado que los datos sobre derechos humanos de Catar son mucho mejores que los de Rusia y China, países que recibieron menos críticas por problemas similares cuando organizaron eventos de similar alcance. Las controversias en torno a la Copa del Mundo en Catar fueron descritas como un conflicto cultural o «choque de civilizaciones» entre los regímenes islámicos autoritarios y las democracias liberales laicas.La celebración de la copa en suelo qatarí fue considerada por muchos como uno de los Mundiales más controversiales de la historia. 
Tras la finalización del Mundial, surgieron acusaciones de que Argentina se habría beneficiado de un supuesto arreglo institucional. Figuras como Louis van Gaal, Pepe y Andrés Calamaro cuestionaron decisiones arbitrales clave, mientras la FIFA defendió la legitimidad del torneo mediante informes técnicos. Estas denuncias, ampliamente difundidas por medios internacionales, nunca fueron probadas judicialmente.

## Derechos humanos
Diversas agrupaciones y medios de comunicación han expresado su preocupación acerca de la idoneidad de Catar para acoger el evento, debido a serios cuestionamientos sobre el respeto de los derechos humanos, particularmente en los casos de las condiciones laborales de los trabajadores y los derechos de la comunidad LGBT, dado que la homosexualidad se llega a condenar con pena de muerte, así como a las acusaciones contra Catar de apoyar el terrorismo islámico tanto diplomática como financieramente.

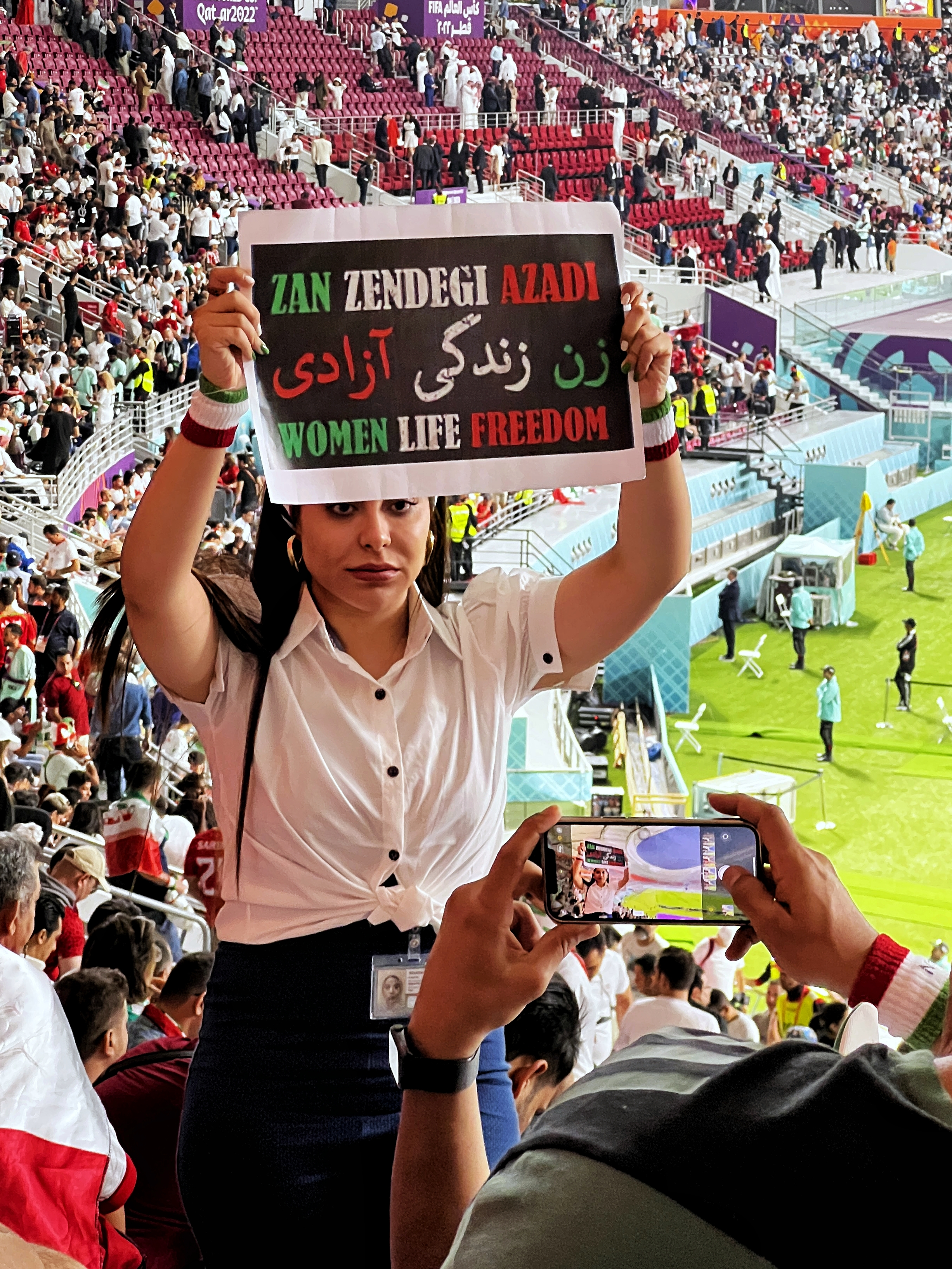
Una aficionada iraní con un cartel que dice Mujer, Vida, Libertad, eslogan usado durante las protestas en Irán, durante el partido contra Inglaterra.

En octubre de 2022, varias selecciones europeas anunciaron que los capitanes de sus respectivos equipos portarán brazaletes alusivos al apoyo a la comunidad LGBT. A pocos días de iniciar el mundial, la FIFA advirtió que los jugadores que portaran dicho gafete serían amonestados, por lo que las federaciones europeas echaron para atrás en las intenciones de utilizar un gafete con los colores de la comunidad LGBT.
En una entrevista para la cadena de televisión alemana ZDF, uno de los embajadores del mundial, el exjugador internacional Khalid Salman, declaró que «la homosexualidad es un daño mental». Tras estas declaraciones, representantes del comité organizador interrumpieron la entrevista.

## Corrupción
Los funcionarios de la FIFA han sido acusados de corrupción y de aceptar que Catar «compró» la Copa del Mundo. El tratamiento de los trabajadores de la construcción fue cuestionado por grupos defensores de los derechos humanos. Las condiciones climáticas provocaron que algunos consideran inviable el organizar el torneo en este país, en respuesta, se planeó implementar aire acondicionado en los estadios. En mayo de 2014, Joseph Blatter, quien fuera Presidente de la FIFA cuando Catar fue seleccionado, comentó que adjudicar la Copa del Mundo fue un «error» debido al calor extremo.

## Condiciones laborales

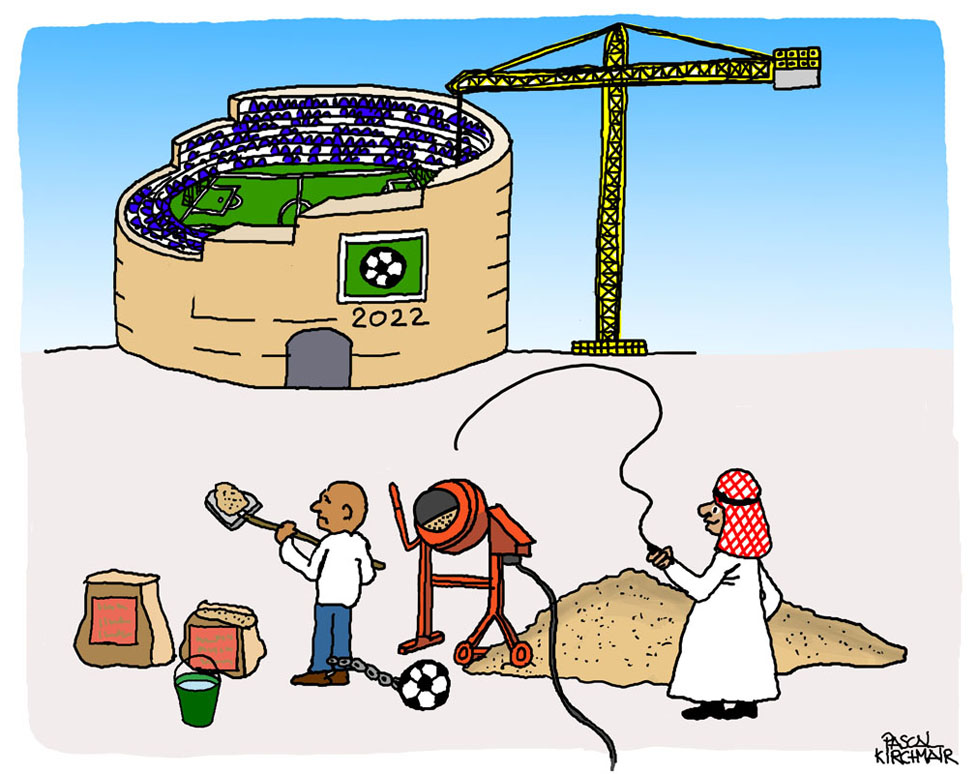
Caricatura sobre las condiciones laborales en la construcción de estadios cataríes antes del torneo.

En un informe de la Confederación Sindical Internacional, fechado en 2015, se estimó que habría cerca de 7000 trabajadores muertos antes del inicio del mundial. Fundación Internacional para la Democracia estimó un total de 10 000 trabajadores migrantes muertos. Amnistía Internacional denunció prácticas de abuso y explotación contra los trabajadores, especialmente migrantes, en la construcción de los estadios. Se advirtió sobre casos de amenazas por quejas de las condiciones de vida, retraso en el pago de salarios y elevadas comisiones de contratación. El diario The Guardian, en un artículo publicado en febrero de 2021, reveló alrededor de 6.500 trabajadores migrantes muertos, aunque el «número total de muertos es significativamente mayor, ya que estas cifras no incluyen las muertes de varios países, en su mayoría del Sudeste Asiático, que envían un gran número de trabajadores a Catar, incluidas Filipinas y Kenia. Tampoco se incluyen las muertes ocurridas en los últimos meses de 2020».
Amnistía Internacional solicitó al gobierno de Catar respuestas sobre los fallecimientos de trabajadores migrantes. Catar anunció en mayo del 2021 una serie de medidas destinadas a proteger a los trabajadores del calor. Sin embargo, a pesar de que se atribuyó la mayoría de las muertes a «causas naturales» esto deja sin explicación alrededor del 70 % de las muertes. En octubre de 2022, un directivo de la FIFA mencionó que el organismo rector del fútbol está dispuesto a compensar a los trabajadores que resultaron heridos durante la construcción de los estadios.
La organización de Catar 2022 ha acusado de una campaña internacional en su contra. El emir Tamim bin Hamad al Thani ha manifestado que su país es víctima de «fabricaciones y dobles raseros» además de acusar de intereses oscuros de sus críticos.
El presidente de la FIFA, Gianni Infantino, calificó de hipócritas a los países que han criticado este campeonato: «Por las cosas que los europeos han hecho al mundo durante los últimos tres mil años deberían estar disculpándose otros tres mil antes de empezar a dar lecciones morales a la gente».

## Prohibición de alcohol en los estadios
Hassan Abdulla al Thawadi, director ejecutivo de la candidatura para el Mundial de Catar, dijo que el estado islámico también permitiría el consumo de alcohol durante el evento. Se establecerían zonas de fans específicas donde se podría comprar alcohol. Aunque los expatriados pueden comprar alcohol y ciertas empresas pueden vender alcohol con un permiso, beber en público no está permitido ya que el sistema legal de Catar se basa en la Sharia.
En febrero de 2022, la directora ejecutiva de comunicaciones del comité supremo, Fatma Al-Nuaimi, declaró en una entrevista que el alcohol estaría disponible en las zonas designadas para aficionados fuera de los estadios y en otros lugares de hospitalidad oficiales de Catar. En julio de 2022, se informó que si bien se permitiría a los simpatizantes llevar bebidas alcohólicas a los estadios, no se venderían bebidas alcohólicas dentro. Pero según una fuente, "los planes aún se están finalizando". Sin embargo, a días de empezar el torneo, Catar prohibió oficialmente la venta de bebidas alcohólicas dentro de los ocho estadios que albergaría en el certamen, desatando una oleada de críticas.
El 30 de noviembre, The Times publicó una entrevista con algunas aficionadas que asistieron a los partidos, y estas dijeron que menos borracheras entre otros asistentes las hacía sentir más seguras en los estadios de lo que esperaban.

## Trato hacia inmigrantes judíos e israelíes
Se informó que Catar se retractó de su palabra de proporcionar comida kosher cocinada y servicios públicos de oración judía en el transcurso de la Copa Mundial, prohibiendo ambas actividades. El gobierno alegó que no podían «garantizar» la seguridad de los turistas judíos que rezaban públicamente, mientras que muchos judíos extranjeros se quejaron de que posteriormente no tenían comida disponible para consumir. Se estimó que 10.000 judíos religiosos de Israel y muchos más judíos estadounidenses llegaron para ver la competición.
Múltiples reporteros israelíes en el torneo informaron que los fanáticos de países árabes ondeaban banderas palestinas y coreaban consignas antisionistas.  Algunos israelíes informaron que habían sido escoltados fuera de los restaurantes cuando se reveló su nacionalidad. El gobierno de Israel advirtió a sus ciudadanos que viajarán al torneo que oculten su identidad israelí por motivos de seguridad. Moav Vardi de KAN 11 TV exclamó sobre el trato que recibieron los israelíes en Catar, quienes declararon que: «no son bienvenidos aquí, solo existe Palestina, no existe Israel, Israel no existe». Musulmanes y jugadores de Marruecos ondearon y levantaron banderas palestinas durante los partidos en los estadios como muestra de apoyo a Palestina.

## Artistas en la ceremonia de apertura
En las semanas previas al inicio del torneo, las cantantes Dua Lipa y Shakira anunciaron que se habían negado a actuar en la ceremonia de apertura y colaborar en el himno del torneo debido a las violaciones de derechos humanos implementadas por Catar. El cantante británico Rod Stewart dijo que rechazó una importante oferta para inaugurar el certamen: «Me ofrecieron mucho dinero, más de un millón de dólares, para actuar allí (en Catar). Lo rechacé. No es derecho a ir allí». Robbie Williams se unió a su compatriota de no participar como invitado en el evento inaugural, afirmando: «No apruebo ningún abuso de los derechos humanos en ninguna parte. Pero, dicho esto, si no toleramos los abusos de los derechos humanos en ninguna parte, entonces sería el la gira más corta que el mundo jamás haya conocido... Tienes este microscopio que dice 'bien, estos son los malos, y tenemos que unirnos contra ellos'... Creo que la hipocresía es que si tomamos eso caso en este lugar, necesitamos aplicar eso unilateralmente al mundo. Entonces, si aplicamos eso unilateralmente al mundo, nadie puede ir a ninguna parte».
Tras el anuncio de la colaboración para el himno mundialista «Tukoh Taka», interpretada por la rapera trinitense Nicki Minaj, el cantante colombiano Maluma y la cantante libanesa Myriam Fares, los tres artistas se han visto afectados por una gran polémica por optar a ser pagados a cantar una canción en el Mundial de Catar, tomando en cuenta que han sido fieles defensores de los derechos humanos y han criticado la explotación infantil del país. Maluma respondió a la acusación declarando que «es algo que no puedo resolver, no es algo en lo que realmente tenga que estar involucrado. Estoy aquí disfrutando de mi música y la vida hermosa, jugando al fútbol también».
El actor estadounidense Morgan Freeman fue criticado en las redes sociales por los medios de comunicación tras participar en la ceremonia de apertura del torneo, con referencias a su actuación como Nelson Mandela en la película Invictus. Durante el monólogo de Freeman, numerosos espectadores abandonaron el estadio en señal de protesta.

## Muerte de Grant Wahl
El periodista estadounidense Grant Wahl colapsó y murió mientras cubría el partido entre los Países Bajos y Argentina en la madrugada del 10 de diciembre. Wahl había experimentado síntomas similares a los de un resfriado en los días anteriores, pero se sintió mejor después de un tratamiento en el centro médico de la Copa del Mundo. Un crítico abierto de la selección de Catar como anfitrión, Wahl había sido detenido brevemente mientras vestía una camiseta que representaba un arcoíris en un juego anterior durante el torneo. Según los informes, recibió amenazas de muerte por usar la camiseta, y su hermano dijo que cree que la muerte de Wahl fue el resultado de un «juego sucio», lo que implica que el gobierno de Catar tuvo algo que ver.  Otros periodistas que estaban con Wahl en el momento de su muerte informaron que no colapsó, sino que comenzó a adaptarse o experimentó una convulsión, y pidió ayuda él mismo. Han criticado al Comité Supremo de Catar por no proporcionar desfibriladores en el estadio, ya que habían buscado uno para intentar ayudarlo.
En respuesta, la FIFA dijo que, según el servicio de ambulancias, había un desfibrilador disponible cuando los paramédicos llegaron más tarde al lugar. Una autopsia realizada a Wahl en la ciudad de Nueva York reveló más tarde que Wahl murió a causa de la ruptura de un aneurisma aórtico. El hermano de Wahl más tarde se retractó de su declaración y afirmó que ya no sospecha de un crimen.

## Fans pagados
En 2020, Catar inició un programa de participación de los aficionados que promete pagar los viajes aéreos, las entradas a los partidos, el alojamiento e incluso gastar dinero para hinchadas de todas las naciones competidoras bajo el programa Fan Leader Network. Sin embargo, los fanáticos seleccionados por el gobierno de Catar deben cantar y gritar cuando se les solicite, y deben informar cualquier publicación en las redes sociales que critique al país.

## Protestas iraníes
En octubre de 2022, se hicieron llamamientos para prohibir a la Selección de fútbol de Irán del torneo por el bloqueo del gobierno iraní a las mujeres en sus estadios, el suministro de armas a Rusia durante la invasión de Ucrania y el trato hacia los manifestantes durante la protestas de Mahsa Amini. Desde la revolución iraní de 1979, la presencia de las mujeres en los estadios había sido ilegal hasta octubre de 2019 tras la muerte de Sahar Khodayari, cuando se permitió su entrada después de 40 años para un partido de clasificación para la Copa del Mundo. Sin embargo, en marzo de 2022, se les prohibió nuevamente ingresar al estadio para un partido de clasificatorias, y las autoridades usaron gas pimienta para dispersarlas.
El ex portero de la selección nacional iraní, Sosha Makani, pidió a los fanáticos que boicotearan el evento o crearán eslóganes y cánticos que destaquen la participación del gobierno iraní en la muerte de los manifestantes Nika Shakarami, Hadis Najafi, Asra Panahi y Sarina Esmailzadeh para evitar que el gobierno use imágenes de en las gradas como propaganda, mientras que el ex campeón de lucha libre Sardar Pashaei pidió la prohibición total del equipo nacional hasta que el gobierno dimita. A principios de noviembre, el gobierno de Gales declaró que boicotearía el partido entre su selección y la de Irán correspondiente al Grupo B debido a las mencionadas protestas.

### Irán vs. Inglaterra
Antes del partido inaugural contra Inglaterra, los jugadores de Irán se negaron a cantar el himno nacional en solidaridad con las protestas por la muerte de Amini, y algunos seguidores iraníes vitorearon a su propio equipo o lo boicotearon como resultado.

### Irán vs. Gales
En el siguiente partido contra Gales, en medio de los abucheos y silbidos de los seguidores iraníes durante la interpretación del himno nacional, los jugadores fueron filmados cantando el himno nacional, con algunos manifestantes con sus banderas prerrevolucionarias del León y Sol y otras que contenían el eslogan «Mujer, Vida, Libertad» que les arrebataron los hinchas progubernamentales y la seguridad del estadio Ahmad bin Ali. La agencia Reuters informó sobre varios incidentes que involucraron a fanáticos iraníes en este juego, como una fotografía que mostraba a una mujer cuyo rostro estaba pintado con lágrimas de color rojo oscuro sosteniendo una camisa en el aire con «Mahsa Amini - 22». Otra seguidora iraní dijo a Reuters que a sus amigos se les había impedido ingresar al estadio debido a sus esfuerzos por traer camisetas del eslogan «Mujer, Vida, Libertad», pero que ella logró pasar una camiseta a través de la manta de seguridad fuera del estadio. Los manifestantes fueron hostigados por partidarios del gobierno y algunos de ellos fueron detenidos por la policía de Catar, mientras que la seguridad del estadio confirmó que recibieron órdenes de confiscar cualquier cosa menos la bandera de Irán. Manifestantes contra el régimen cubrieron las lentes de las cámaras de seguridad con toallas sanitarias. Un fanático iraní dijo que la policía de Catar insistió en que se lavara las marcas en los brazos y el pecho, que conmemoraban a los que habían sido asesinados por las fuerzas de seguridad de Irán. Los documentos obtenidos por Iran International mostraron que el país estaba coordinando esfuerzos secretos con Catar para controlar quién asiste a la Copa del Mundo y restringir cualquier signo de disidencia.

### Irán vs. Estados Unidos
Previo al partido con Estados Unidos, los medios de comunicación estatales de Irán pidieron que el equipo estadounidense fuera expulsado del torneo después de que la Federación de Fútbol de los Estados Unidos eliminó el emblema de la República Islámica de la bandera de Irán en una publicación de medios. La Federación de EE. UU. confirmó que lo había hecho para mostrar su apoyo a los manifestantes iraníes antes de eliminar la publicación. La FIFA no comentó sobre el tema. A poco de iniciar el partido, los jugadores de Irán habrían sido convocados a una reunión con miembros del Cuerpos de la Guardia Revolucionaria Islámica, amenazados con severas torturas a sus familias si no cantaban el himno nacional o se unían a las protestas contra el régimen. Durante el partido, los jugadores iraníes hicieron caso omiso y volvieron a cantar el himno antes de perder ante Estados Unidos por un marcador de 1-0 por primera vez en su historia, quedando eliminados del torneo. Sin embargo, muchos fanáticos celebraron la derrota y un hombre fue asesinado por las fuerzas de seguridad en Bandar-e Anzali después de tocar la bocina de su automóvil.

## Alojamiento
En los días previos al torneo, surgieron vídeos del alojamiento que consistía en contenedores de envío, algunos con una cortina que daba al exterior en lugar de cuatro paredes sólidas, y aires acondicionados portátiles. Este alojamiento cuesta más de $200 por noche. Una ensalada griega que cuesta $10, que consiste en una pequeña cantidad de lechuga, una rodaja de pepino y sin queso feta, servida en un recipiente de espuma fue criticada por ser costosa y desagradable. Estas críticas llevaron a comparaciones con el desafortunado Festival Fyre. El alcohol, cuando está disponible, es caro, y la cerveza cuesta $13,73 por 500 ml.
Un grupo de aficionados, compuesto por cientos de contenedores de envío, todavía parecía un sitio de construcción menos de dos días antes del primer partido de la Copa del Mundo. Las personas que se habían quedado en otro pueblo se quejaron del aire acondicionado y las camas: «Ha sido un infierno. El aire acondicionado de la cabina apenas funciona y suena como si un [avión de combate] estuviera despegando... [Las camas] son como piedras duro, así que también podrías dormir en el suelo». Debido a estos problemas, que los funcionarios de Catar dicen que fueron causados por «negligencia del propietario y del operador», el gobierno ofreció reembolsos a los fanáticos «severamente afectados» por los problemas.

## Interferencia de seguridad
Se informaron varios incidentes de altercados entre locutores y funcionarios de seguridad de Catar. El reportero danés Rasmus Tantholdt de TV 2 fue interrumpido por un grupo de guardias de seguridad durante una transmisión en vivo de Katara, quienes lo amenazaron e intentaron romper su cámara. Tantholdt respondió: «Habéis invitado a todo el mundo aquí. ¿Por qué no podemos filmar? Es un lugar público». Los organizadores se disculparon por el incidente, alegando que fue un error.
El periodista de RTÉ, Tony O'Donoghue, acusó a la policía catarí de detenerlo durante los intentos de filmar en el país el 17 de noviembre y al reportero argentino Dominique Metzger le robaron una billetera y documentos importantes de una bolsa durante una transmisión de televisión en vivo.
Con el torneo en marcha, el presentador de televisión Joaquín 'El Pollo' Álvarez fue interrumpido por las fuerzas cataríes cuando estaba en medio de una transmisión en vivo en Barwa Village, un complejo en Doha diseñado específicamente para la sede del Mundial. Álvarez estaba entrevistando a una seguidora mayor que estaba sentada en su silla de ruedas. Tuvo que detenerse cuando le preguntaron si era un representante acreditado de los medios y, con la ayuda de un colega, buscó un pase de prensa en su bolso. Pero luego un funcionario se irritó y ordenó al camarógrafo que dejara de filmar, insistiendo en que la calle al aire libre era «privada». Álvarez dijo que había sido amenazado con arresto y que «estaba asustado y pensé que me iban a llevar preso... Es imposible trabajar y disfrutar de una Copa del Mundo así». El equipo de filmación también fue amenazado con la destrucción de su equipo.

## Incidentes durante los partidos

### Serbia vs Suiza
En dos ocasiones durante el partido, el centrocampista suizo Granit Xhaka realizó gestos ofensivos contra los jugadores serbios. El primero ocurrió al minuto 65, cuando Xhaka se agarró la entrepierna en dirección a los jugadores serbios, lo que provocó que los jugadores suplentes respondieran con insultos hacia él. Y el segundo, durante los últimos minutos del partido, cuando Xhaka fue agredido por Nikola Milenković en represalia por sus comentarios contra los serbios, causando que ambos fueran amonestados.
También, muchos aficionados serbios exhibieron eslóganes y atuendos relacionados con las guerras yugoslavas, e hicieron cánticos y gestos racistas hacia los albaneses durante la segunda mitad del partido. En respuesta a esto, la voz del estadio emitió un discurso en el minuto 77 del partido pidiendo que cesaran los «cánticos y gestos discriminatorios».
Más tarde, la FIFA abrió un informe disciplinario contra Serbia por el incumplimiento de tres artículos de la FIFA, incluida la mala conducta de los jugadores, la discriminación, y el orden y la seguridad en los partidos.

### Croacia vs Canadá
Durante el partido, los fanáticos croatas corearon consignas xenófobas el portero canadiense Milan Borjan, un serbocroata étnico que huyó de Croacia durante la Guerra de Independencia de ese país. También exhibieron una pancarta que hacía referencia a la Operación Tormenta, una operación militar que puso fin a la guerra y abolió la República Serbia de Krajina, lo que resultó en un éxodo masivo y crímenes de guerra contra varios civiles serbios. También, el número de teléfono de Borjan se filtró entre los aficionados croatas, quienes le enviaron más de 2.500 mensajes de odio durante y después del partido. Su esposa también fue insultada durante el juego y recibió mensajes de odio en plataformas sociales como él. La FIFA abrió un informe disciplinario contra Croacia por estos incidentes luego de que la Asociación Canadiense de Fútbol presentará una denuncia. El 7 de diciembre, la Federación Croata de Fútbol fue multada con 50.000 francos suizos por violar el artículo 16 del Código Disciplinario de la FIFA.

### Argentina vs Países Bajos
El árbitro español Antonio Mateu Lahoz dirigió el segundo partido de cuartos de final, disputado el 9 de diciembre, entre Holanda y Argentina. Sus acciones durante este partido fueron fuertemente cuestionadas por muchos de los implicados, así como por observadores neutrales. El presentador de la BBC, Gary Lineker, en un momento del partido comentó: «13 tarjetas amarillas. A este árbitro siempre le ha encantado ser el centro de atención». En total se mostraron 18 tarjetas amarillas durante el partido, rompiendo la marca anterior de 16 tarjetas durante el encuentro de Portugal vs Países Bajos en 2006, siendo amonestadas incluso personas que estaban sentadas en el banquillo y, por lo tanto, no participaban en el juego. Después del final del juego, Mateu Lahoz emitió una tarjeta roja contra el jugador holandés Denzel Dumfries, sin embargo, esto no se vio durante la transmisión oficial del partido, lo que dejó desconcertados a los espectadores y reporteros que revisaron los informes postpartido.
Más temprano, el argentino Leandro Paredes cometió una falta sobre Nathan Aké. Paredes respondió al silbato del árbitro pateando enojado el balón hacia el banquillo holandés en el que estaban sentados el personal y los jugadores. El personal y los jugadores holandeses entraron a la cancha, lo que provocó una pelea en la cancha con jugadores y suplentes. El capitán de Holanda, Virgil van Dijk, fue visto cargando hacia adelante y derribando a Paredes al suelo.
Antes de que el jugador argentino Lautaro Martínez comenzará a caminar para lanzar su tiro penal, varios jugadores holandeses comenzaron a rodearlo, en un intento de intimidarlo, a pesar de que se supone que un jugador debe ir a ejecutar el tiro solo. Inmediatamente después de la victoria en la tanda de penales, varios jugadores argentinos incitaron a los holandeses, por ejemplo, Nicolás Otamendi levantó las manos detrás de las orejas, Leandro Paredes y Gonzalo Montiel les hicieron gestos directos, mientras que Alexis Mac Allister, Germán Pezzella y Ángel Di María, gritaron a sus oponentes, acción que fue duramente criticada por los medios antiargentinos.
Tras el partido, Lionel Messi pidió que la FIFA tome en cuenta sancionar a Mateu Lahoz. Messi también criticó al entrenador de Holanda, Louis van Gaal. El portero argentino Emiliano Martínez calificó a Mateu Lahoz como "el peor árbitro del mundial".
Como resultado de todos estos incidentes, el encuentro ha sido apodado en los medios como la batalla de Lusail.

## Incidentes pospartidos

### Disturbios marroquíes
Tras el partido del Grupo F entre Bélgica y Marruecos, en el que Marruecos derrotó inesperadamente a Bélgica, los aficionados marroquíes comenzaron a amotinarse en las ciudades belgas de Bruselas, Amberes y Lieja, y en las ciudades neerlandesas de Róterdam, Ámsterdam y La Haya. Al menos doce personas fueron detenidas y dos policías resultaron heridos. La policía anti disturbios intentó dispersar a un grupo de 500 aficionados en Róterdam mientras los medios de comunicación informaban de disturbios en Ámsterdam y La Haya.
Tras el partido de semifinales entre Marruecos y Francia, estallaron enfrentamientos entre aficionados marroquíes y franceses en varias ciudades de este último país, con un niño de 14 años asesinado en Montpellier. Así como en los Países Bajos, 14 fanáticos marroquíes fueron arrestados en Róterdam en medio de los disturbios, mientras que los funcionarios neerlandeses optaron por no proyectar públicamente el juego debido a los disturbios anteriores del partido ante Bélgica.

### Reacciones a la eliminación de Uruguay
El partido del Grupo H de Ghana vs. Uruguay terminó con una victoria de Uruguay por 2-0; sin embargo, esto no le alcanzó para pasar a la siguiente ronda al quedar terceros. Después del pitido final, varios jugadores uruguayos confrontaron al árbitro y otros oficiales de la FIFA por lo que consideraron decisiones controvertidas durante el transcurso del partido, y mientras caminaban por el túnel hacia los vestuarios, Edinson Cavani empujó el monitor del VAR. La FIFA notificó a la asociación uruguaya que se abría una investigación sobre los insultos y tratos que Cavani, José María Giménez y Luis Suárez habrían propinado a dichos funcionarios de la FIFA, lo que generó temores de castigos severos similares al que Suárez recibió en 2014 tras morder a Giorgio Chiellini.

### Samuel Eto'o
Después de la histórica victoria de Camerún sobre Brasil por 1-0 en la última fecha del Grupo G, Samuel Eto'o agredió a un fanático fuera del Estadio 974. En las redes sociales circuló un vídeo del histórico goleador camerunés enfrentando al hombre. El propio Eto'o dijo, en un comunicado emitido más tarde esa semana, que se trató de un «altercado violento», que fue «un incidente desafortunado» y que su víctima era «probablemente» hincha de Argelia.

## Goles polémicos

### Lionel Messi al 39' - Argentina 2 - 0 Polonia
En el partido del Grupo C, 30 de noviembre de 2022, el árbitro Danny Makkelie (Países Bajos) cobra penal para Argentina tras un choque entre el arquero Wojciech Szczęsny y Lionel Messi tras un cabezazo del argentino. Szczęsny rozó levemente el rostro de Messi al intentar despejar, pero el contacto fue mínimo. Algunos analistas (como el exárbitro Mark Clattenburg en The Telegraph) consideraron que fue una decisión "suave", aunque dentro de los criterios actuales del fútbol. Messi falló el penal (atajado por Szczęsny), pero el cobro generó debate por la falta de claridad en la acción.

### Nahuel Molina al 73' - Países Bajos 2 - 2 Argentina[122]
En el minuto 73, el árbitro Antonio Mateu Lahoz cobró un penal a favor de Argentina tras una falta de Jurriën Timber sobre Nahuel Molina. Replays mostraron que el contacto comenzó fuera del área, pero el árbitro no rectificó su decisión. Medios neerlandeses como AD.nl criticaron el fallo, mientras que la FIFA defendió que el VAR solo puede intervenir en errores claros y obvios. Las repeticiones muestran que el contacto ocurre en el borde del área, con parte del cuerpo de Molina dentro, pero el inicio de la falta (el empujón de Timber) parece fuera. Lahoz cobra penal sin revisar el VAR en detalle (el sistema solo verificó si la falta existió, no la ubicación exacta). Análisis de ESPN y The Athletic con imágenes en 3D sugieren que Timber inicia el contacto fuera, pero Molina cae dentro. Según el reglamento, la falta se marca donde inicia la infracción, no donde termina la caída.

### Francia 3 - 3 Argentina

#### Ángel Di María 23'
Primer tiempo de la final, el partido iba 0-0 y Ángel Di María recibe dentro del área y es tocado levemente por Ousmane Dembélé
y el árbitro Szymon Marciniak señala penal, replays muestran que Dembélé rozó el pie izquierdo de Di María pero la caída ocurre después de 2 pasos del contacto inicial. Messi convierte el penal para el (1-0) que terminó cambiando la dinámica del primer tiempo.
A favor del cobro estuvo Pierluigi Collina (Comité Arbitral FIFA): "Todo contacto en área debe ser sancionado" y en contra estuvieron L'Équipe (FRA): "Penal inexistente que condicionó el partido" y Ramos Rizo (exárbitro FIFA): "No hubo falta clara, solo contacto normal"
Montiel Minuto 118'
Segundo tiempo extra, empate 3-3; el balón toca brazo derecho de Gonzalo Montiel en el área Argentina pero Marciniak no señala falta, y el VAR no interviene. Rizo y otros árbitros (como el español Carlos Velasco Carballo) señalaron que sí debió ser penal, ya que el brazo de Montiel estaba en posición antinatural.

### Tanaka - Japón 2-1 España
En el partido del Grupo E que enfrentaba a las selecciones de Japón y la de España, el centrocampista japonés Ao Tanaka marcó un polémico gol (el segundo de su equipo) cuando el balón acabó en la portería de Unai Simón poco después de que parecía fuera de juego. Después de un largo retraso, el VAR finalmente concedió el gol. La decisión resultó crítica en la sorpresiva victoria de Japón que lo colocó líder de grupo y la eliminación de Alemania del torneo, con Die Mannschaft finalizando tercero a pesar de asegurar una victoria por dos goles sobre Costa Rica en el otro encuentro del grupo. Más tarde se publicó una imagen que muestra que la pelota no había cruzado completamente la línea, por el margen más estrecho. La red Bein Sports, de propiedad de Catar, mostró una vista virtual del balón a vista aérea: la sección del balón que estaba en contacto con el campo estaba fuera del campo de juego, pero su curvatura significaba que el lado del balón aún estaba marginalmente sobre la línea. El seleccionador español Luis Enrique, afirmó que la imagen había sido «manipulada». El 3 de diciembre, la FIFA finalmente publicó vídeos e imágenes para brindar una explicación oficial de que la decisión del VAR fue correcta.

### Griezmann al 90+8' anulado - Francia 0-1 Túnez
Los espectadores que sintonizaron la televisión francesa para el partido del Grupo D de Túnez contra Francia se perdieron que el equipo francés había perdido el partido 1-0. TF1 cambió a un anuncio después de que Antoine Griezmann aparentemente empató el juego al final del tiempo de descuento, lo que provocó que los espectadores se perdieran la consulta del monitor del campo que llevó al VAR a dictaminar que Griezmann había estado fuera de juego. El gol estaba anulado. Los aficionados franceses se despertaron conmocionados a la mañana siguiente y descubrieron con retraso que el partido no había terminado en empate, sino en una sorpresiva derrota de los actuales campeones del mundo. El incidente recordó el momento en que la emisora británica ITV cortó para una pausa publicitaria y los espectadores se perdieron la anotación de Steven Gerrard en la fase de grupos de la Copa Mundial de la FIFA 2010.

### Tchouaméni - Francia 2-1 Inglaterra
El primer gol anotado en los cuartos de final entre Inglaterra y Francia, por Aurélien Tchouaméni para el conjunto galo en el minuto 17, fue cuestionado por algunos expertos británicos debido a que el jugador inglés Bukayo Saka fue derribado para que Francia ganara la posesión en la construcción de la meta. Si bien algunos de los expertos pensaron que fue una falta clara durante la fase de ataque, otros pensaron que el contacto no fue lo suficientemente claro como para que el VAR revocara la decisión en el campo, una opinión con la que coincidieron algunos periodistas británicos.

## Acusaciones de censura

### China
Las transmisiones del Mundial de fútbol en la China continental mostraron escenas de espectadores en Catar sin restricciones por la COVID-19 (ya que China tenía la política de COVID Cero), a pesar de que la emisora estatal china CCTV cortó primeros planos de la audiencia sin mascarillas y los reemplazó con tomas de los jugadores, oficiales o lugares. El 22 de noviembre, una publicación en las redes sociales, titulada Diez preguntas, se volvió viral en WeChat, haciendo la pregunta retórica de si Catar estaba «en un planeta diferente» por tener medidas mínimas de control del COVID-19. La publicación se eliminó en breve, pero no antes de que se pudieran crear archivos fuera de Internet en China.

### Argelia
En el partido Bélgica-Marruecos, la estatal TV2 de Argelia omitió por completo la existencia del partido de Marruecos, debido a las tensiones entre ambos países. Después de que el conjunto marroquí derrotara a España en los octavos de final, el canal de televisión estatal de Argelia y el Servicio de Prensa de Argelia nunca mencionaron la victoria de sus vecinos, aunque muchos argelinos celebraron por Marruecos.
Aunque no se ha revelado el motivo, pocas horas después de que se mostrara en TV3 la victoria de Marruecos sobre Portugal en cuartos de final, el director general de Establecimiento Público de Televisión, Chabane Lounakel, fue destituido por el gobierno argelino.